# Rødspætte Cup
Rødspætte Cup er et internationalt håndboldstævne for børn og unge, der afholdes hvert år i og omkring Frederikshavn. Stævnet startede i 1975, som et mindre håndboldstævne, men er nu et af Europas største håndboldstævner for aldersgrupperne 12 – 18 år, men fra 2022 også for yngre årgange.
I dag er der årligt et fremmøde fra flere lande i hele Europa, med hundreder af deltagere. Stævnet afholdes hvert år i påsken, i Arena Nord, FFK (Frederikshavn Firmaklubber) og i håndboldhallerne i hele Frederikshavns opland.
Efter to års pause, pga. COVID-19 blev stævnet igen afholdt fra d. 14 - 18 april 2022, med mere end 300 tilmeldte hold.